# Ptecticus erectus
Ptecticus erectus är en tvåvingeart som beskrevs av Rozkosny och Kovac 2000. Ptecticus erectus ingår i släktet Ptecticus och familjen vapenflugor.
Artens utbredningsområde är Thailand. Inga underarter finns listade i Catalogue of Life.